# 1992 UL2
1992 UL2 är en asteroid i huvudbältet som upptäcktes den 17 november 1992 av de båda japanska astronomerna Toshimasa Furuta och Yoshikane Mizuno vid Kani-observatoriet.
Asteroiden har en diameter på ungefär 3 kilometer.